# Ty Hardin
Orison Whipple Hungerford Jr. (Nova Iorque, 1 de janeiro de 1930 - Huntigton Beach, 3 de agosto de 2017), conhecido como Ty Hardin, foi um ator americano mais conhecido como astro de 1958 a 1962 de série de televisão Bronco, da  ABC/Warner Bros.

## Início da vida
Hardin nasceu na cidade de Nova York, mas foi criado no Texas, depois que sua família se mudou para a capital, Austin, aos seis meses de idade. Seu pai, engenheiro acústico, deixou a família quatro anos depois.
Quando menino, sua avó, com quem viveu parte do tempo após o divórcio de seus pais, o apelidou de "Ty" porque ele era tão ativo quanto um "tufão do Texas". Hardin se formou em 1949 na Lamar High School, em Houston. Uma bolsa de futebol permitiu que ele estudasse no Blinn College em Brenham, Texas por um ano, e depois foi ao Instituto Bíblico de Dallas por um semestre.
Serviu no exército dos Estados Unidos durante a Guerra da Coréia. Ele foi contratado depois de frequentar a Officer Candidate School em Fort Monmouth, Nova Jersey, e tornou-se piloto de aeronaves de ligação Forward Observer O-1 Bird Dog, onde alcançou o posto de primeiro tenente. Após seu retorno do serviço, ele começou a fazer cursos na Universidade A&M do Texas em College Station.

## Carreira

### Paramount - "Ty Hungerford"
Um caçador de talentos da Paramount Pictures descobriu Hardin enquanto ele participava de uma festa a fantasia. Ele havia alugado revólveres em uma empresa de aluguel de roupas para filmes.
Em 1957, Hardin adquiriu os serviços do agente Henry Willson e foi para Hollywood, onde foi contratado pela Paramount Pictures.
Inicialmente anunciado como "Ty Hungerford", ele fez várias aparições menores em vários filmes da Paramount, tais como A Criança Espaço (1958), As Young as We Are (1958), I Married a Monster from Outer Space (1958), The Buccaneer (1958 ) e Último trem de Gun Hill (1959).

### Anos da Warner Bros. -Bronco
Hardin tentou obter um papel de apoio no filme de 1959, Rio Bravo, prometido ao cantor Ricky Nelson. John Wayne teria visto Hardin enquanto visitava um set de filmagem na Paramount e ficou impressionado com a aparição de Hardin. Wayne o apresentou a Howard Hawks e William T. Orr na Warner Bros. Television; eles negociaram seu contrato de sete anos e ele se mudou para a Warner Bros., que mudou seu sobrenome de palco para "Hardin", uma referência ao pistoleiro do Texas John Wesley Hardin.
Ele freqüentou a escola de atores da Warner Bros. e conseguiu peças pequenas em várias produções da Warner. Quando Clint Walker abandonou sua série da ABC Cheyenne em 1958, durante uma disputa de contrato com a Warner Bros., Hardin teve sua grande chance. Warner comprou o contrato de Hardin da Paramount Studios e o instalou em Cheyenne pelo restante da temporada, como primo de "Bronco Layne".
Walker e Warner Bros. entraram em acordo após o final da temporada, mas Hardin fez um sucesso tão grande no programa que Jack L. Warner deu a ele sua própria série, Bronco, sob o título Cheyenne. Bronco alternou semanas com Sugarfoot, estrelado por Will Hutchins e Cheyenne por quatro anos. A série decorreu de 1958 a 1962.
Hardin estrelou outros programas da Warner, como Maverick e 77 Sunset Strip.
Warner escalou Hardin em alguns filmes, como Merrill's Marauders (1962), onde ele foi o segundo contratado a Jeff Chandler; O relatório Chapman (1962); Palm Springs Weekend (1963); PT 109 ; e Wall of Noise (1963).

### Filmes internacionais
Quando seu contrato expirou, Hardin deixou Hollywood para procurar oportunidades no exterior, enquanto sua série era exibida em todo o mundo. Como muitos outros atores americanos, Hardin viajou para a Europa, onde fez vários westerns espaguete, incluindo O Homem do Vale Amaldiçoado (1964).
Ele apareceu no filme de guerra Battle of the Bulge (1965), filmado na Espanha, e no Western Savage Pampas (1966). Ele foi ator principal em Death on the Run (1967).
Ele teria sido a primeira escolha a desempenhar o papel principal na série de televisão Batman, que foi para Adam West. Hardin recusou o Batman por causa de compromissos no cinema fora dos Estados Unidos.
Ele atuou com Joan Crawford em Berserk! (1967) e interpretou o capitão Reno em Custer of the West (1967), filmado na Espanha. Foi protagonista em Ragan (1968) e One Step to Hell (1968).

### Riptide
Hardin estrelou a série de televisão australiana Riptide entre 1968-1969, na qual ele interpretou um americano dirigindo uma companhia de barcos fretados ao longo da costa leste da Austrália.
Ele retornou à Europa para estrelar The Last Rampage (1970), Quel Maledetto Giorno della Resa dei dei Conti (1971) e Drummer of Vengeance (1971). Ele estava em uma série de televisão alemã de 1970 chamada On the Trail of Johnny Hilling, Boor e Billy, exibida na antiga Alemanha Ocidental.
Hadin estava em The Last Rebel (1971), Acquasanta Joe (1971), e Você é Jinxed, Amigo que conheceu Sacramento (1972) e um pequeno papel em Avanti! (1972).
Em 1974, ele foi preso na Espanha por tráfico de drogas e passou algum tempo na prisão.

### Carreira posterior
As aparições posteriores de Hardin incluíram Rooster: Spurs of Death! (1977), Fire (1977) e Image of the Beast (1980), além de episódios de programas de TV como The Love Boat .
Ele esteve em The Zoo Gang (1985) e Red River (1988) e teve uma liderança tardia em Born Killer (1989).
Hardin pode ser visto em Bad Jim (1992) e Rescue Me (1992).

## Vida pessoal

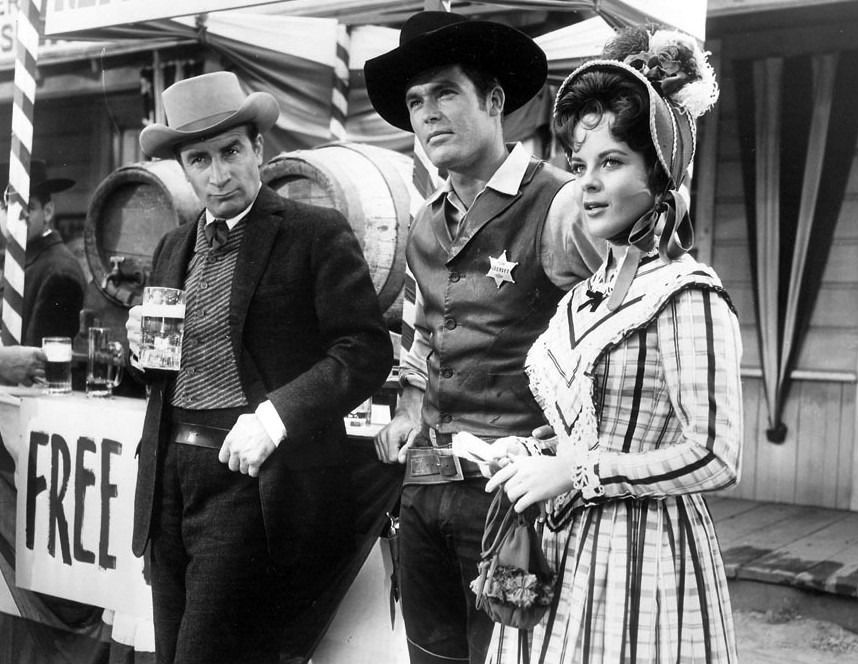
John Beradino, Hardin e Anne Helm em 1961

Em 1958, Hardin teve seu nome alterado legalmente de Orison Whipple Hungerford Jr. para Ty Hardin. Ele atribuiu a mudança a uma questão de conveniência.
De 1962 a 1966, ele foi casado com a Miss Universo de 1961, a rainha da beleza alemã Marlene Schmidt, que mais tarde trabalhou na indústria cinematográfica; eles tiveram uma filha. No momento de sua morte, Hardin morava com sua oitava esposa, Caroline, em Huntington Beach, Califórnia.
Hardin morreu em 3 de agosto de 2017, aos 87 anos.

## Arizona Patriots
Após dificuldades com o Internal Revenue Service, Hardin fundou um movimento anti-imposto em Prescott, Arizona. Em 1982, o movimento ficou conhecido como o Arizona Patriots. O grupo anti-semita ganhou primeiro a atenção pública por seus esforços para entupir o sistema judicial do Arizona com ações judiciais incômodas na década de 1980, uma tática também empregada pelo Posse Comitatus, propenso à violência. O grupo também armazenou armas. Eventualmente desapareceu depois de ter sido infiltrado pelo FBI. Três homens (James Ellison, Kerrey Noble e William Thomas) foram condenados à prisão, outros a penas menores, e um permanece fugitivo. Hardin deixou o Arizona para a Califórnia.

## Filmografia parcial
- I Married a Monster from Outer Space (1958) with Tom Tryon and Gloria Talbott
- The Space Children (1958) with Jackie Coogan
- As Young as We Are (1958)
- Last Train from Gun Hill (1959) with Kirk Douglas and Anthony Quinn
- Merrill's Marauders (1962) with Jeff Chandler
- The Chapman Report (1962) with Jane Fonda
- PT 109 (1963) with Cliff Robertson as John F. Kennedy
- Palm Springs Weekend (1963)
- Wall of Noise (1963) with Suzanne Pleshette and Dorothy Provine
- Man of the Cursed Valley (1964)
- Battle of the Bulge (1965) with Henry Fonda
- Savage Pampas (1966) with Robert Taylor
- Death on the Run (1967)
- Custer of the West (1967) with Robert Shaw
- Berserk! (1967) with Joan Crawford
- Ragan (1968)
- Terrible Day of the Big Gundown (1971)
- Drummer of Vengeance (1971)
- Holy Water Joe (1971)
- Fire! (1977)
- Image of the Beast (1980)
- The Zoo Gang (1985)
- Rescue Me (1992)